# Picconia azorica
Picconia azorica là một loài Picconia, đặc hữu của quần đảo Açores, phía tây Bồ Đào Nha. Chúng hiện đang bị đe dọa vì mất môi trường sống.
Đây là một cây bụi hoặc cây cỡ nhỏ thường xanh cao tới 8 m, có ở các khu rừng ven biển hoặc ở độ cao trung bình. Lá mọc đối, đơn, mép nhẵn. Quả hạch nâu đậm dài 1,5 cm.

## Hình ảnh

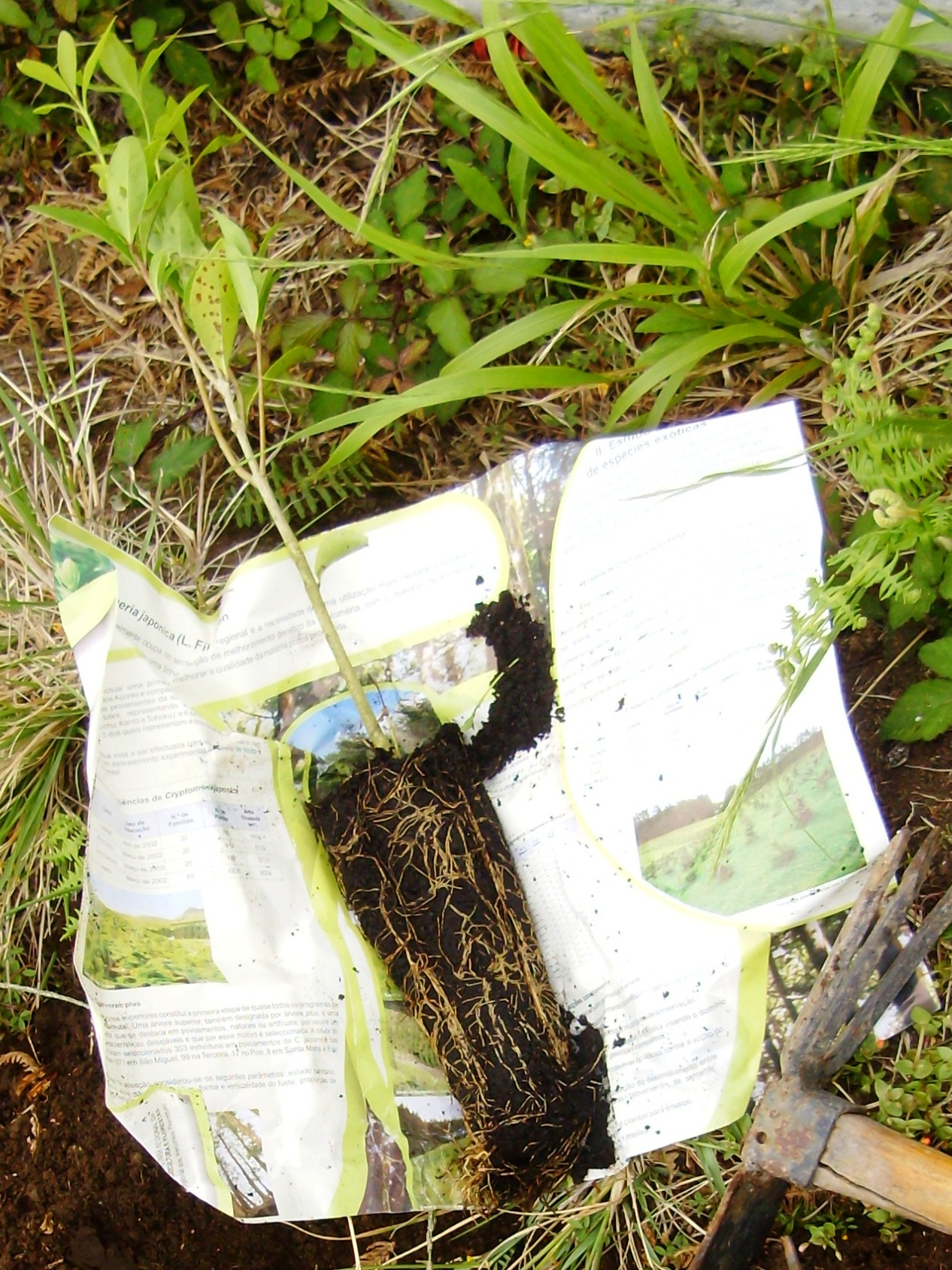